# Tekla Nordström
Tekla Wilhelmina Nordström, född Lindeström 11 februari 1856 i Barnängen i Stockholm, död 27 maj 1937 i Stockholm, var en svensk xylograf.

## Biografi
Tekla Nordström var dotter till tändsticksfabrikören Nils Peter Lindeström och Maria Lovisa Wilhelmina Vinqvist. Hon blev mor till konstnären Elsa Nordström.
Tekla Nordström var från 1872 elev vid Tekniska skolan i Stockholm där hon studerade gravyrteknik för xylografen Carolina Weidenhayn och teckning för Henrik Nerpin. Därefter fortsatte hon sin utbildning, först vid Wilhelm Meyers xylografiska ateljé och sedan på Jonas Engbergs. Under åren 1878–1880 studerade hon för Engbergs lärare i Paris, Auguste Trichon, känd för sina gravyrer av Gustave Dorés bibelillustrationer. Under Parisvistelsen arbetade Tekla Nordström bland annat för franska tidningar, till exempel "L'Univers", samt utförde ett flertal gravyrer efter målningar utställda på salongen. 
Efter studietiden i Paris begav hon sig till Grez, där hon förenade sig med den svenska konstnärskolonien, som vid denna tid (1882) bestod av bland andra Carl Larsson, Nordströms blivande make Karl Nordström, Richard Bergh, Johan Tirén, Karin Bergöö, Julia Beck och Emma Löwstedt. I Grez började Tekla Nordström arbeta på illustrationer bland annat efter Carl Larssons teckningar till Anna Maria Lenngrens "Samlade skaldeförsök" (1884). För ett urval av bland annat dessa blad erhöll hon mention honorable på Parissalongen 1885. Efter giftermålet med konstnären Karl Fredrik Nordström år 1886 bosatte sig makarna en tid på svenska västkusten innan de 1888 flyttade till Stockholm. 
Nordström gjorde nu många utomordentligt fina gravyrer efter målningar av bland andra maken, prins Eugen, Bruno Liljefors, Richard Bergh, Georg Pauli, Eugène Jansson, Alfred Wahlberg och Nils Kreuger. Med utpräglad artistisk känsla har hon förmått tolka de olika konstnärernas stil och åstadkommit gravyrer, utförda i en levande, fri stickelteknik. Resultatet av denna teknik har blivit trästick, som ställer henne i allra främsta ledet bland utövarna av den xylografiska tekniken, vilken konstart hon i högsta grad bidragit till att höja.
Tekla Nordström är representerad i Nationalmuseum, Kalmar konstmuseum och Prins Eugens Waldemarsudde.

## Vidareläsning
- Tekla Vilhelmina Nordström i Svenskt kvinnobiografiskt lexikon
- Lena Johannesson: Tekla W Nordström i Svenskt biografiskt lexikon (1990-1991)